# Burnettia (musgo)
Burnettia es un género de musgos hepáticas de la familia Brachytheciaceae. Comprende 4 especies descritas y de estas, solo 2 aceptadas.

## Taxonomía
El género fue descrito por Abel Joel Grout y publicado en The Bryologist 6: 65. 1903.
Sinonimia
Homalotheciella (Cardot) Broth.

## Especies aceptadas
A continuación se brinda un listado de las especies del género Burnettia (musgo) aceptadas hasta diciembre de 2014, ordenadas alfabéticamente. Para cada una se indica el nombre binomial seguido del autor, abreviado según las convenciones y usos.	
- Burnettia philippeana (Spruce) Grout
- Burnettia sericea (Hedw.) Grout